# Jerónimo Gómez de la Huerta

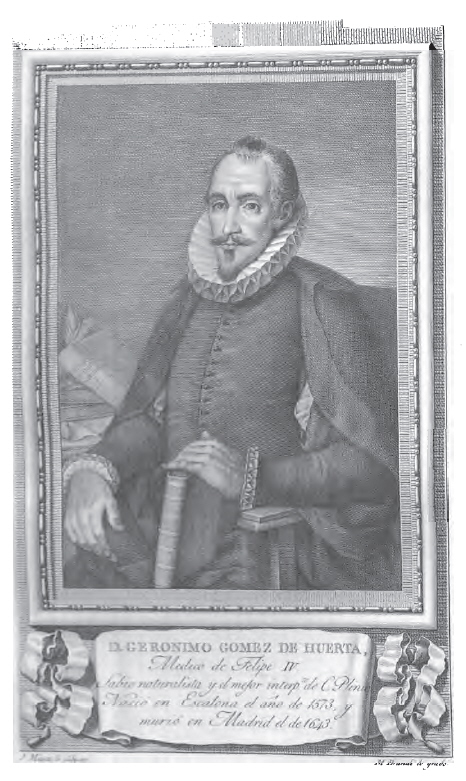
Gerónimo Gómez de Huerta, médico de Felipe IV, grabado calcográfico de Mariano Brandi por dibujo de José Maea para los Retratos de los españoles ilustres, Madrid, 1798.

Gerónimo o Jerónimo Gómez de la Huerta, también llamado más abreviadamente Hyerónimo de Güerta o Jerónimo de Huerta (Escalona, provincia de Toledo, 1573 - Madrid, 1643) fue un médico, poeta, traductor y humanista español.

## Biografía
Estudió en las Universidades de Alcalá de Henares Humanidades y Filosofía y en la de Valladolid Medicina. Durante varios años ejerció en Madrid, en Valdemoro y en Arganda la profesión de médico. De una señora rica y noble con la que casó tuvo un hijo, y al morir ésta tomó el hábito carmelita y abandonó la Corte, estableciéndose primero en Valdemoro y luego en Arganda. Habiendo llegado a manos de Felipe II su traducción de los primeros libros de la Historia natural de Cayo Plinio Segundo, más conocido como Plinio el Viejo, primera que se hacía al español, el monarca le pidió que la continuara asignándole una cantidad remunerativa mientras durara su trabajo. En 1624 Felipe IV lo nombró familiar del Santo Oficio y médico de cámara, cargo que mantuvo hasta su muerte en 1643; está enterrado en el convento carmelita madrileño de San Hermenegildo, donde era religioso su hijo con el nombre de fray Jerónimo de la Concepción. Lope de Vega lo elogia en su El laurel de Apolo, llamándole «docto médico Febo». 
Gómez de la Huerta fue amigo también del poeta  Luis Barahona de Soto y escribió el poema caballeresco Florando de Castilla, lauro de caballeros, (Alcalá de Henares: Juan Gracián, 1588) en trece cantos, obra muy juvenil y heterogénea que incluye una novela bizantina y un libro de caballerías; sigue bastante el influjo del Orlando furioso de Ludovico Ariosto, pero combina esta inspiración general con muchas otras, como el Tirant lo Blanc, el Amadís de Gaula e incluso Garcilaso de la Vega, de quien llega a copiar unos versos de la Égloga III; en un pasaje se trata la famosa historia de Los amantes de Teruel; de estructura sencilla, el poema combina las octavas reales con otras estrofas que, por lo general, se asocian a pasajes no narrativos, como cartas, carteles de desafío, lamentos o intervenciones sobrenaturales. Se le debe también Problemas filosóficos (Madrid, 1628), compuestos en variedad de metros, con su resolución en prosa; De la precedencia que se debe a los reyes de España en presencia del Pontífice Romano; De inmaculata conceptione B. Virginis Mariae panegiricum (Madrid, 1630); y la citada traducción Historia natural de Cayo Plinio Segundo (Madrid, libros VII y VIII en 1599, reimpresos en Alcalá en 1602; en Madrid y 1603 el IX; 1624 el primer tomo y en 1629 el segundo y último por Juan González), muy ampliada y corregida con caudalosas y curiosas notas.

## Obras
- Florando de Castilla, lauro de caballeros, compuesto en octava rima, (Alcalá de Henares: Juan Gracián, 1588). Hubo una segunda edición (1855) en la Biblioteca de Autores Españoles por Adolfo de Castro.
- Problemas filosóficos (Madrid, 1628)
- De la precedencia que se debe a los reyes de España en presencia del Pontífice Romano
- De inmaculata conceptione B. Virginis Mariae panegiricum (Madrid, 1630)
- Traducción de Plinio el Viejo, Historia natural de Cayo Plinio Segundo (Madrid, libros VII y VIII en 1599, reimpresos en Alcalá en 1602; en Madrid y 1603 el IX; 1624 el primer tomo y en 1629 el segundo y último.